# Henryk Dziudek
Henryk Dziudek – polski kombatant i działacz niepodległościowy.

## Życiorys
Henryk Dziudek był członkiem legalnego „Bractwa Liderów”. Zgodnie ze statutem nadano mu stopień organizacyjny „generała brygady BL”. Był zapraszany na różnego rodzaju uroczystości patriotyczne. Występował na nich w mundurze galowym wzorowanym na mundurze Wojska Polskiego II RP z lat 1935-1939 z oznaczeniami stopnia generała brygady. Zmarł 14 listopada 2020 roku.

## Ordery i odznaczenia
- Krzyż Orderu Krzyża Niepodległości – 15 lutego 2013 roku „za wybitne zasługi poniesione w walce z bronią w ręku o suwerenność i niepodległość Państwa Polskiego w latach 1939−1956”[3]
- Srebrny Krzyż Zasługi – 15 stycznia 1997 roku „za zasługi w działalności kombatanckiej”[4]